# Reichenberg, Rheinland-Pfalz
Reichenberg är en Ortsgemeinde i Rhein-Lahn-Kreis i det tyska förbundslandet Rheinland-Pfalz. Reichenberg, som är känt för Burg Reichenberg, har cirka 200 invånare.
Kommunen ingår i kommunalförbundet Verbandsgemeinde Loreley tillsammans med ytterligare 21 kommuner.